# Драгославеле (комуна)
Драгославеле (рум. Dragoslavele) — комуна у повіті Арджеш в Румунії. До складу комуни входять такі села (дані про населення за 2002 рік):
- Валя-Хотарулуй (546 осіб)
- Драгославеле (2003 особи) — адміністративний центр комуни

Комуна розташована на відстані 124 км на північний захід від Бухареста, 59 км на північний схід від Пітешть, 48 км на південний захід від Брашова.

## Населення
За даними перепису населення 2002 року у комуні проживали 2549 осіб.
Національний склад населення комуни:
| Національність | Кількість осіб | Відсоток |
| -------------- | -------------- | -------- |
| румуни         | 1931           | 75,8%    |
| цигани         | 617            | 24,2%    |
| українці       | 1              | < 0,1%   |

Рідною мовою назвали:
| Мова       | Кількість осіб | Відсоток |
| ---------- | -------------- | -------- |
| румунська  | 2544           | 99,8%    |
| циганська  | 3              | 0,1%     |
| угорська   | 1              | < 0,1%   |
| українська | 1              | < 0,1%   |

Склад населення комуни за віросповіданням:
| Релігія       | Кількість осіб | Відсоток |
| ------------- | -------------- | -------- |
| православні   | 2413           | 94,7%    |
| лютерани      | 103            | 4,0%     |
| бретрени      | 18             | 0,7%     |
| п'ятдесятники | 8              | 0,3%     |
| реформати     | 5              | 0,2%     |
| адвентисти    | 2              | 0,1%     |